# Ніколаєв Іван Іванович (футболіст)
Іван Іванович Ніколаєв (нар. 11 серпня 1946, Дніпропетровськ — 3 грудня 2001, Владивосток) — радянський футболіст, що грав на позиції воротаря. По завершенні ігрової кар'єри — російський радянський футбольний тренер та функціонер. Заслужений працівник фізичної культури Росії.

## Клубна кар'єра
Іван Ніколаєв народився у Дніпропетровську. У команді майстрів дебютував у 1965 році у складі жовтоводського «Авангарда», пропустивши 4 м'ячі в кубковому матчі проти чернігівської «Десни». У 1969 році Ніколаєв грав у команді класу «Б» «Локомотив» з Дніпропетровська. У 1970 році Іван Ніколаєв захищав ворота криворізького «Кривбасу». У 1971 році Ніколаєв грав у команді другої ліги «Торпедо» з Луцька, переважно в стартовому складі, проте після невдалого виступу в чемпіонаті «Торпедо» розформували, і футболіст вимушений був покинути луцький клуб. З 1972 до 1976 року Іван Ніколаєв захищав ворота іншого друголігового клубу — «Променя» з Владивостока, після чого завершив виступи на футбольних полях.

## Кар'єра тренера та спортивного функціонера
Після завершення виступів на футбольних полях Іван Ніколаєв кілька років очолював баскетбольний клуб «Спартак» із Владивостока. Після кримінального скандалу у футбольній команді «Промінь», після якого пішов із посади головний тренер клубу Віталій Коберський, Ніколаєв очолив свою колишню команду. Проте після конфлікту із керівництвом клубу новоспечений тренер вже за рік перебрався до команди із сусідньої області — благовєщенського «Амура», який під його керівництвом зумів значно покращити свої турнірні показники, та за чотири роки випередити «Промінь» у боротьбі за путівку до буферної зони другої ліги. Ніколаєв очолював «Амур» до 1991 року, а протягом двох місяців 1991 року він був головним тренером «Спартака» з Нальчика. Після цього Ніколаєв повернувся до Благовєщенська, у 1995 році знову очолював «Амур». У 1998 році колишні воротар очолював тренерський штаб нижчолігового клубу «Вікторія» (Назарово). У 1999 році він повернувся до «Амура». одночасно ставши тренером і президентом клубу, і під його керівництвом благовєщенська команда тривалий час лідирувала в зональних змаганнях російської другої ліги, а в підсумку зайняла третє місце в зоні, що стало найкращим результатом команди за всю її історію. у 2002 році Іван Ніколаєв повернувся до Владивостока, де спочатку очолював Центр спортивної підготовки «Школа Вищої спортивної майстерності», а в 2011 році став керівником центру підготовки молодих футболістів ФК «Промінь-Енергія». За значний внесок у розвиток спорту на Далекому Сході Росії Івану Ніколаєву присвоєно звання Заслужений працівник фізичної культури Росії.
Помер Іван Ніколаєв 3 грудня 2011 року у Владивостоці.